# Dhul
Dhul (De huevo y leche) es una empresa alimentaria española perteneciente al grupo multinacional francés Andros y dedicada a la producción, comercialización y distribución de productos refrigerados, como postres y platos preparados.

## Historia
Dhul fue fundada en 1969 por Ignacio Fernández Sanz y María Angustias Amador Martín, matrimonio dueños de una pequeña granja de Granada. Debido a que el producto se elabora con huevo y leche escogieron como marca Dhul: De huevo y leche. María Angustias decidió vender los postres que hacía a su antiguo colegio, y poco tiempo más tarde se extendió a otros centros educativos de la provincia.
Con los años se convirtió en una de las principales productoras españolas de flanes envasados.
En 1988, el grupo empresarial catalán Berlax adquirió la fábrica de Flan Dhul, SA, ubicada en Granada, por unos 2.000 millones de pesetas.
Dhul se ha convertido en una empresa reconocida y especialista en productos refrigerados. No sólo fabrica postres lácteos refrigerados, también desarrolla una gama de helados y bajo la marca Chef Dhul presenta una gran variedad de platos preparados refrigerados; todo ello basado en recetas tradicionales, elaborado y de manera casera.
Dhul está presente en numerosos países dentro y fuera de la Unión Europea.
En ese momento, el Grupo Dhul era la división de alimentación de Nueva Rumasa. El grupo estaba compuesto por:
- Dhul. Especialistas en producción, comercialización y distribución de productos refrigerados, con postres de alta calidad y platos preparados.
- Clesa
- Chocolates Trapa
- Chocolates Elgorriaga
- Helados Royne
- Carcesa: con las marcas Apis (conservas y tomate frito) y Fruco (zumos y tomate).
- Batidos Cacaolat
- Quesería Menorquina, incluyendo las marcas tranchettes y Santé.
- Chocolates Plin - La Herminia, de Asturias.
- Chocolates Viso - La perfección y Sabú.
- Huevos Hibramer.
- Caramelos Aldusa.
- Licores Los Conejos y Gabín Garres.

Grupo Dhul reportó en 2006 unas ventas de 300 millones de euros.
En septiembre de 2013 fue adquirida, tras su concurso de acreedores, por la multinacional francesa Andros por dos millones de euros, manteniendo la actividad de la empresa. Tras la compra, Andros acuerda un ERE con los sindicatos.

## Fábricas
Grupo Dhul. S.L., está conformado por 350 empleados, siete delegaciones en toda España y más de 50 distribuidores en toda la península y Canarias.La Sede Central y fábrica de Dhul está en Granada.
Desde el año 2000 Dhul ha invertido 13,5 millones de euros en la ampliación de su fábrica y la modernización de sus líneas de fabricación de “Baño María” y de los postres pasteleros, lo que ha permitido el incremento de la capacidad de producción del 30%.
La empresa adquirió nuevos terrenos de unos 110.000 m² en el municipio metropolitano de Láchar (a 18 km de Granada capital), con el objetivo de construir una nueva fábrica que podría estar operativa previsiblemente para el 2010.
En Jaén estaba contemplado abrir una nueva fábrica, cuya apertura se planeaba para 2011. Sin embargo, la construcción de esta planta de platos prefabricados, que se levantaba a pocos metros de las antiguas instalaciones de Cárnicas Molina, considerada uno de los grandes proyectos de Dhul en Andalucía, se detuvo a mitad de su ejecución. Nueva Rumasa entró en suspensión de pagos y a continuación en concurso de acreedores, lo que supuso el abandono del proyecto. La planta ocuparía unos 142.000 metros cuadrados y en ella el grupo Nueva Rumasa invertiría 50 millones de euros y recolocaría a 75 antiguos trabajadores de Primayor, para poner en marcha dos líneas productivas, de caldos-zumos y de tortillas. Las estructuras que llegaron a construirse fueron abandonadas poco después y entraron en estado ruinoso, sufriendo posteriores incendios, principalmente de los materiales aislantes que se llegaron a  instalar. La Junta de Andalucía había invertido 2'2 millones de euros a fondo perdido en la construcción de la planta.